# Réserve naturelle de Kis-sváb-hegy
La Réserve naturelle de Kis-Sváb-hegy (en hongrois : Kis-Sváb-hegy Természetvédelmi terület) est une aire protégée située à Budapest et dont le périmètre est caractérisé comme d'intérêt local.